# خرگوش‌های کوهی صخره
خرگوش‌های کوهی صخره (نام علمی: Procavia) سرده‌ای از خرگوش کوهی است. خرگوش کوهی سنگی (P. capensis) در حال حاضر تنها گونه موجود وابسته به این سرده است، اگرچه گونه‌های دیگری از جمله P. habessinica و P. ruficeps در گذشته شناسایی شده‌اند که هر دو اکنون به رتبه‌بندی زیرگونه‌ای تنزل یافته‌اند.
چندین گونه فسیلی نیز شناخته شده است که قدیمی‌ترین آنها مربوط به پلیوسن اولیه است، از جمله:
- †Procavia antiqua (syn. Procavia robertsi)
- †Procavia pliocenica[۲]
- †Procavia transvaalensis (syn. Procavia obermeyerae)